# Nathan Eccleston
Nathan Eccleston (sinh ngày 30 tháng 12 năm 1990 ở Newton Heath, Manchester) là một cầu thủ người Anh hiện là tiền đạo của câu lạc bộ Liverpool. Anh trước đây chơi cho Bury khi mới 15 tuổi.
Ở mùa giải 2009-10, Eccleston chơi cho đội dự bị Liverpool, trở thành thành viên quan trọng trong đội U18 năm trước đó. Vào ngày 27 tháng 8 trong trận đầu tiên ra sân cho đội dự bị, anh ghi 2 bàn đánh bại đối thủ Blackburn Rovers 3-2.
Vào ngày 6 tháng 9 năn 2009 Eccleston được triệu tập vào đội hình chuẩn bị cho trận đấu ở vòng bảng Cúp C1.
Anh có trận ra mắt ở đội I vào ngày 28 tháng 10 khi vào thay Philipp Degen trong trận gặp Arsenal ở Carling Cup trước khi có trận ra mắt ở giải Ngoại hạng Anh một vài ngày sau trong trận gặp Fulham.

## Thống kê sự nghiệp
| CLB                                    | Mùa giải | Premier League | Premier League | FA Cup | FA Cup    | League Cup | League Cup | Europe | Europe    | Tổng   | Tổng      |
| CLB                                    | Mùa giải | Ra sân         | Bàn thắng      | Ra sân | Bàn thắng | Ra sân     | Bàn thắng  | Ra sân | Bàn thắng | Ra sân | Bàn thắng |
| -------------------------------------- | -------- | -------------- | -------------- | ------ | --------- | ---------- | ---------- | ------ | --------- | ------ | --------- |
| Liverpool                              |          |                |                |        |           |            |            |        |           |        |           |
| 2009–10                                | 1        | 0              | 0              | 0      | 1         | 0          | 0          | 0      | 2         | 0      |           |
| Club Total                             | 1        | 0              | 0              | 0      | 1         | 0          | 0          | 0      | 2         | 0      |           |
| Last updated ngày 31 tháng 10 năm 2009 |          |                |                |        |           |            |            |        |           |        |           |